# Милорад Кнежевић
Милорад Кнежевић (Цетиње; 31. октобар 1936 — Београд, 31. март 2005) био је српски шаховски велемајстор (1976). Био је освајач бронзане медаље на Европском екипном првенству у шаху (1977).

## Биографија
Од 1960. године Милорад Кнежевић је више пута учествовао у финалима Првенства Југославије у шаху. 1977. у Загребу поделио је 3. место са Бојаном Курајицом и Божидаром Ивановићем. И 1978. године поновио је овај успех, поново поделивши 3. место у финалу државног првенства одиграном у Београду.
Успеси Милорада Кнежевића на међународним шаховским турнирима су, између осталог:
- Деоба 2. места у Лублину (1968)
- 1. место у Старом Смоковцу (1974 и 1975)
- 2. место у Римавској Соботи (1974)
- Деоба 2. места у Полањици-Здроју (1976), Меморијал Акиба Рубинштајн[1]
- 1. место у Крагујевцу (1977)
- Деоба 1. места у Сарајеву (1979.), турнир Босна
- 2. место у Камагвеју (1987), Меморијал Хозеа Раула Капабланке
- Деоба 3. место у Београду (1993)

Кнежевић је 1977. представљао Југославију на 6. Европском екипном првенству у Москви, где је играо на првој резервној табли и освојио екипну бронзану и појединачну сребрну медаљу. У четири одиграна меча, имао је једну победу и три ремија.
Кнежевић је 1960. представљао Југославију на 7. Светском студентском екипном првенству у Лењинграду, где је играо на четвртој табли и освојио екипну бронзану медаљу. У 13 одиграних партија, имао је шест победа, шест ремија и један пораз.
Кнежевић је три пута представљао Југославију на мушкој шаховској Балканијади:
- 1978. на 10. мушкој шаховској Балканијади у Баиле Херкуланеу играо је на петој табли и освојио је екипну и појединачну златну медаљу. У четири одиграна меча, имао је две победе и два ремија.
- 1981. на 13. шаховској Балканијади у Атини играо је на четвртој табли и освојио је екипну и појединачну златну медаљу. У четири одиграна меча, имао је две победе и два ремија.
- 1982. на 14. шаховској Балканијади у Пловдиву играо је на трећој табли и освојио је екипну сребрну и појединачну бронзану медаљу. У пет одиграних партија имао је три победе и два пораза.

1974. добио је титулу ФИДЕ међународног мајстора шаха, а две године касније добио је титулу ФИДЕ велемајстора.